# Cosmosoma difficilis
Cosmosoma difficilis là một loài bướm đêm thuộc phân họ Arctiinae, họ Erebidae.